# آق‌منار
آق‌منار یکی از بخش های شهرستان ملکان است که در  استان آذربایجان شرقی واقع شده است. در این‌ منطقه  مکان توریستی به نام علی بلاغی واقع شده است که دارای زیارتگاه و جاذبه گردشگری میباشد.